# Jânio Vem Aí
Jânio Vem Aí, muitas vezes sucedendo a frase "não desespere!", foi um termo utilizado como parte das campanhas vitoriosas de Jânio da Silva Quadros para o governo do estado de São Paulo na eleição de 1954 e para a presidência da República do Brasil na eleição presidencial de 1960. Usualmente presente em selos de correio e cartazes, a frase era comumente acompanhada de uma representação do mapa do território brasileiro e uma ilustração, por vezes caricaturada, do rosto do candidato (ocasionalmente, pode-se encontrar a vassoura, símbolo do político, representada juntamente aos demais elementos). Durante a campanha, a frase foi parte de um jingle chamado "O Jânio Vem Aí", da autoria de Maugéri Sobrinho, Victor Dagô e Lauro Muller, com ritmo reminiscente daquele de "Varre, Varre, Vassourinha" (jingle principal do candidato), porém executado com instrumentos diferentes e possuindo letra distinta.